# 야나기와라 나루코
야나기와라 나루코(일본어: 柳原愛子, 1855년 4월 16일 ~ 1943년 10월 16일)는 일본 제국 메이지 천황의 후궁으로, 다이쇼 천황의 생모이다.

## 생애
1855년(안세이 2년) 4월 16일 교토에서 태어났다. 야나기와라 미쓰나루의 차녀로, 가인 야나기와라 뱌쿠렌의 고모이기도 하다. 1870년(메이지 3년) 에이쇼 황태후 궁에 조로의 신분으로 들어갔다가, 메이지 천황의 눈에 띄어 메이지 천황의 후궁이 되고 사와라비노스케(早蕨典侍)라는 겐지명으로 불렸다. 1873년(메이지 6년) 권전시, 1902년(메이지 35년) 전시가 되었다. 나루코는 메이지 천황과의 사이에서 다이쇼 천황을 비롯한 2남 1녀를 낳았으나, 다이쇼 천황을 제외한 1남 1녀는 요절하였다.
1912년(다이쇼 원년)부터는 쇼켄 황태후를 모시게 되었으며, 1915년(다이쇼 4년) 종2위의 품계를 받고 니이노쓰보네(二位局)로 불리기도 하였다. 1926년(다이쇼 15년) 12월 다이쇼 천황이 사망하기 직전에는 데이메이 황후의 주선으로 다이쇼 천황이 요양 중이던 하야마의 별장을 찾아가 아들과 대면하고 손을 잡은 것으로 전해진다. 이후 말년에는 도쿄 시나노 정에서 황족과 같은 대우를 받으며 지내다가, 1943년(쇼와 18년) 10월 16일 89세를 일기로 사망하였다. 평소에 와카에 뛰어났다고 한다.
나루코의 묘는 도쿄도 메구로구의 유텐지에 있다.

## 가족 관계
- 아버지 : 야나기와라 미쓰나루(柳原光愛)
  - 오빠 : 야나기와라 사키미쓰(柳原前光, 1850~1894) 백작
    - 조카 : 야나기와라 요시미쓰(柳原義光, 1876~1946) 백작
      - 양종손 : 야나기와라 히로미쓰(柳原博光, 1889~1966) 백작, 친부는 오하라 시게토모 백작

    - 조카 : 야나기와라 뱌쿠렌(柳原白蓮, 1885~1967)

  - 남편 : 제122대 메이지 천황(明治天皇, 1852~1912, 재위:1867~1912)
    - 장녀 : 우메노미야 시게코 내친왕(梅宮薫子内親王, 1875~1876)
    - 장남 : 다케노미야 유키히토 친왕(建宮敬仁親王, 1877~1878)
    - 차남 : 하루노미야 요시히토 친왕(明宮嘉仁親王, 1879~1926, 후의 다이쇼 천황, 재위:1912~1926)